# Портулак
Портулак (Portulaca) — рід трав'янистих переважно однорічних рослин родини портулакових. Містить понад 150 видів.

## Біоморфологічна характеристика
Це однорічні, дворічні або багаторічні трави, іноді дерев'янисті біля основи. Стебло сланке, м'ясисте, зрідка стояче. Листки цілокраї, м'ясисто-соковиті. Квітки двостатеві, сидячі. Плід — багатонасінна коробочка.

## Поширення та середовище існування
Поширений у тропічних і суб-тропічних областях обох півкуль. В Україні, росте як бур'ян портулак городній (Portulaca oleracea).

## Практичне використання
Культурні форми його розводять заради соковитих кислуватих листків, що їх вживають сирими, вареними або консервованими як приправу до м'ясних страв. В Лівані з портулака роблять салат фаттуш, а у Туреччині традиційний салат з йогуртом.
Портулак великоквітковий (Portulaca grandiflora) — з повними або простими рожевими, білими, жовтими або червоними квітками культивують як декоративну рослину. Походить з Південної Америки. Використовують для створення декоративно-килимових клумб, бордюрів тощо.

## Галерея

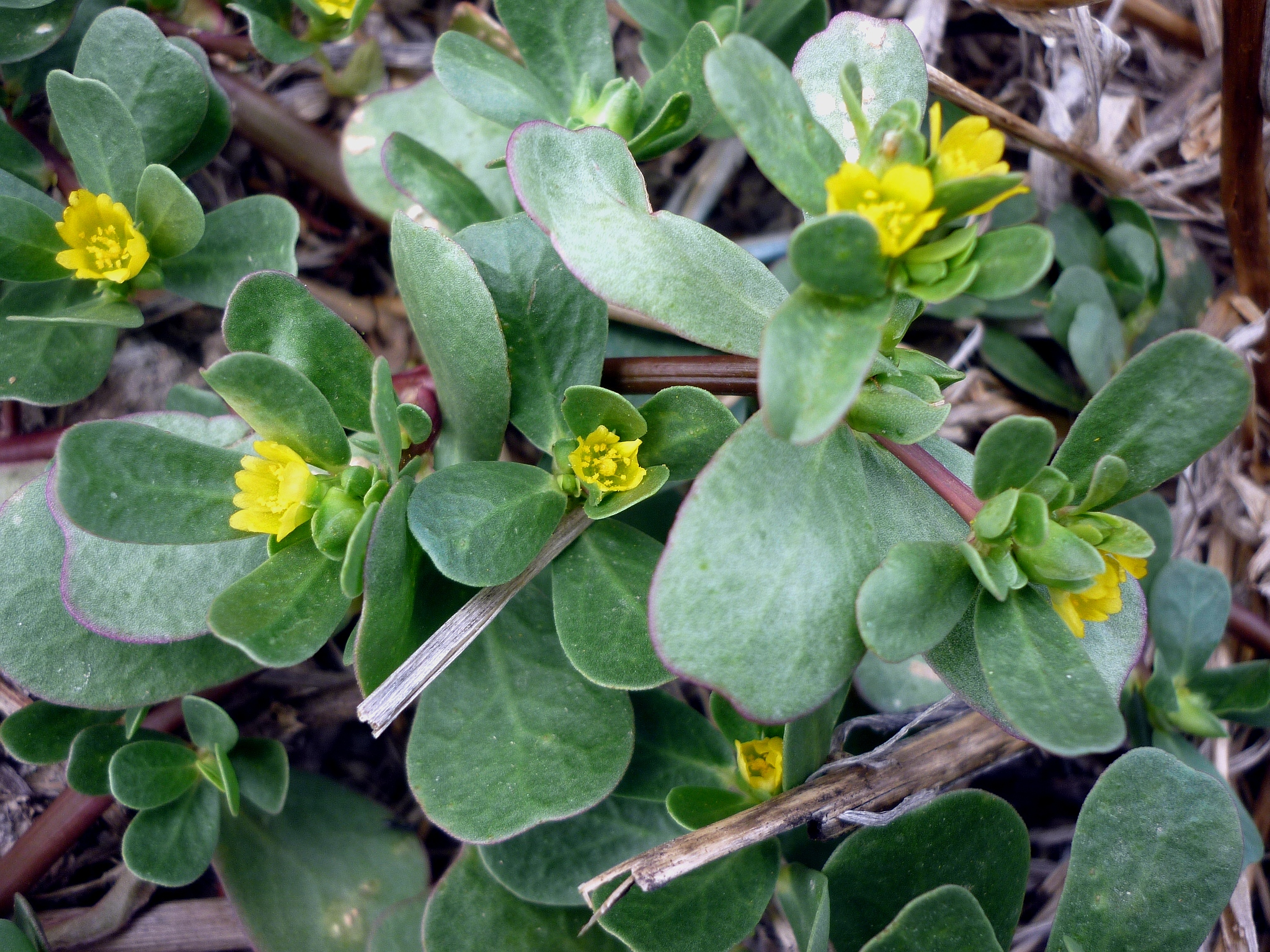
Portulaca oleracea
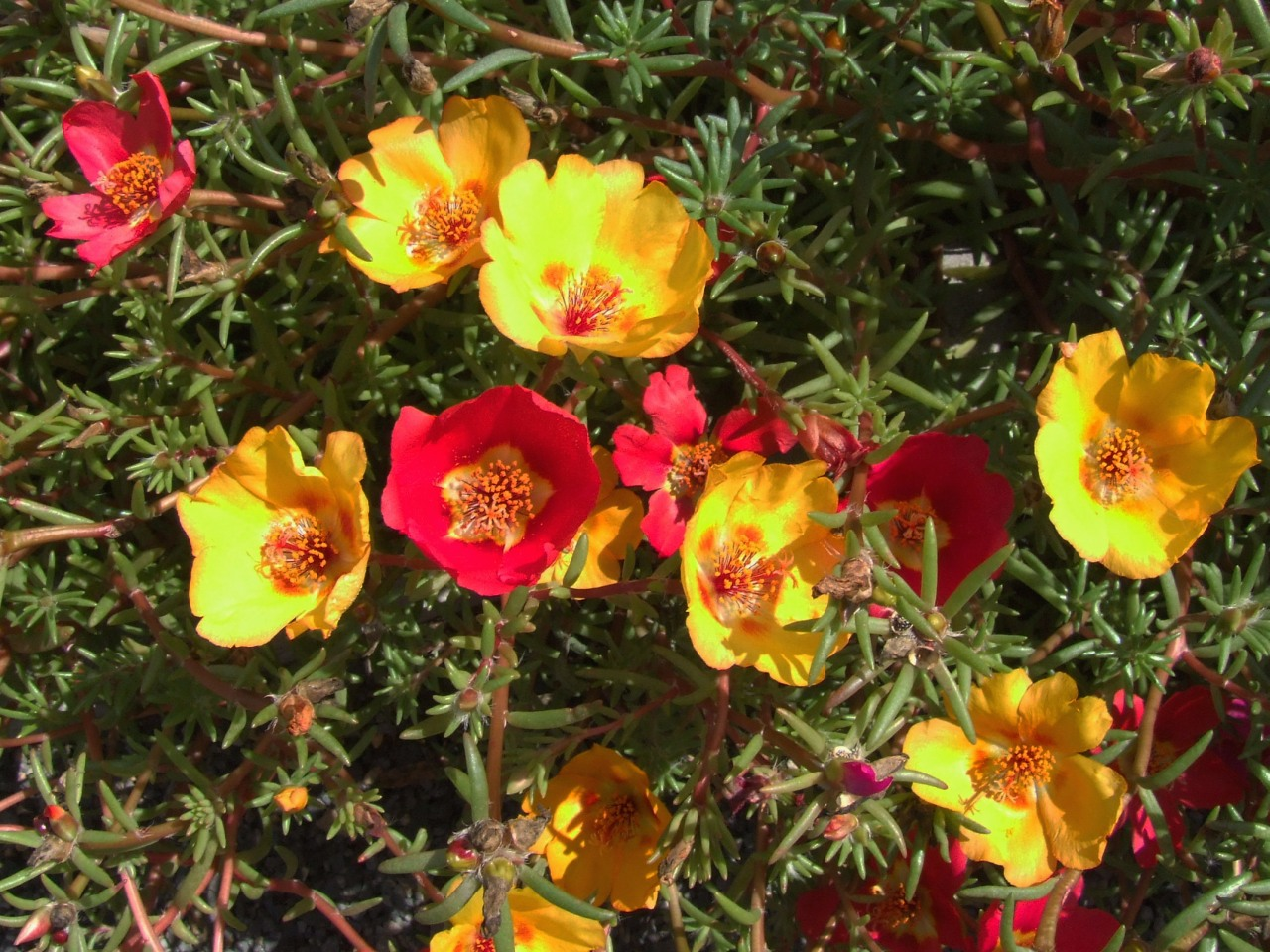
Portulaca grandiflora
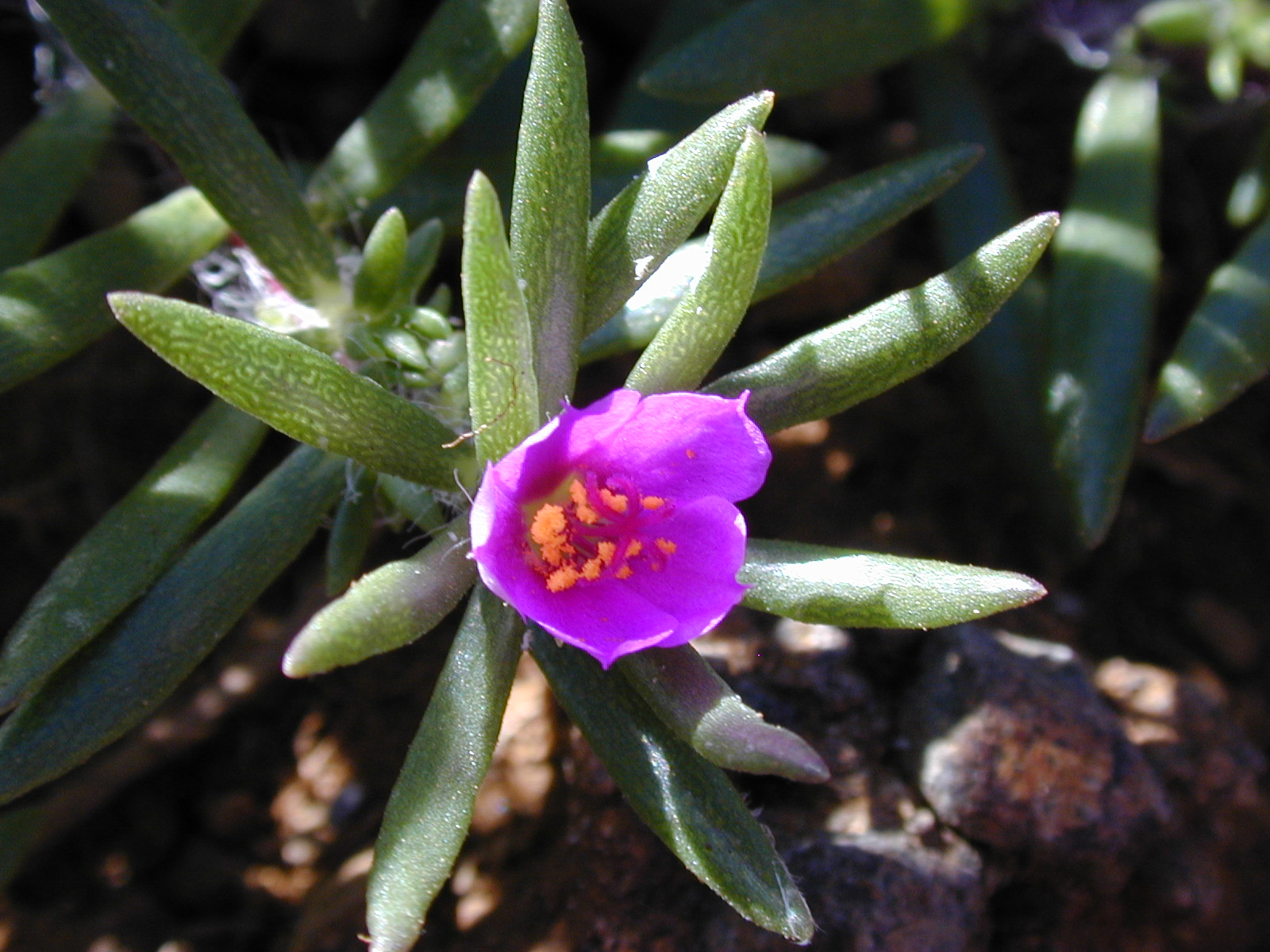
Portulaca pilosa
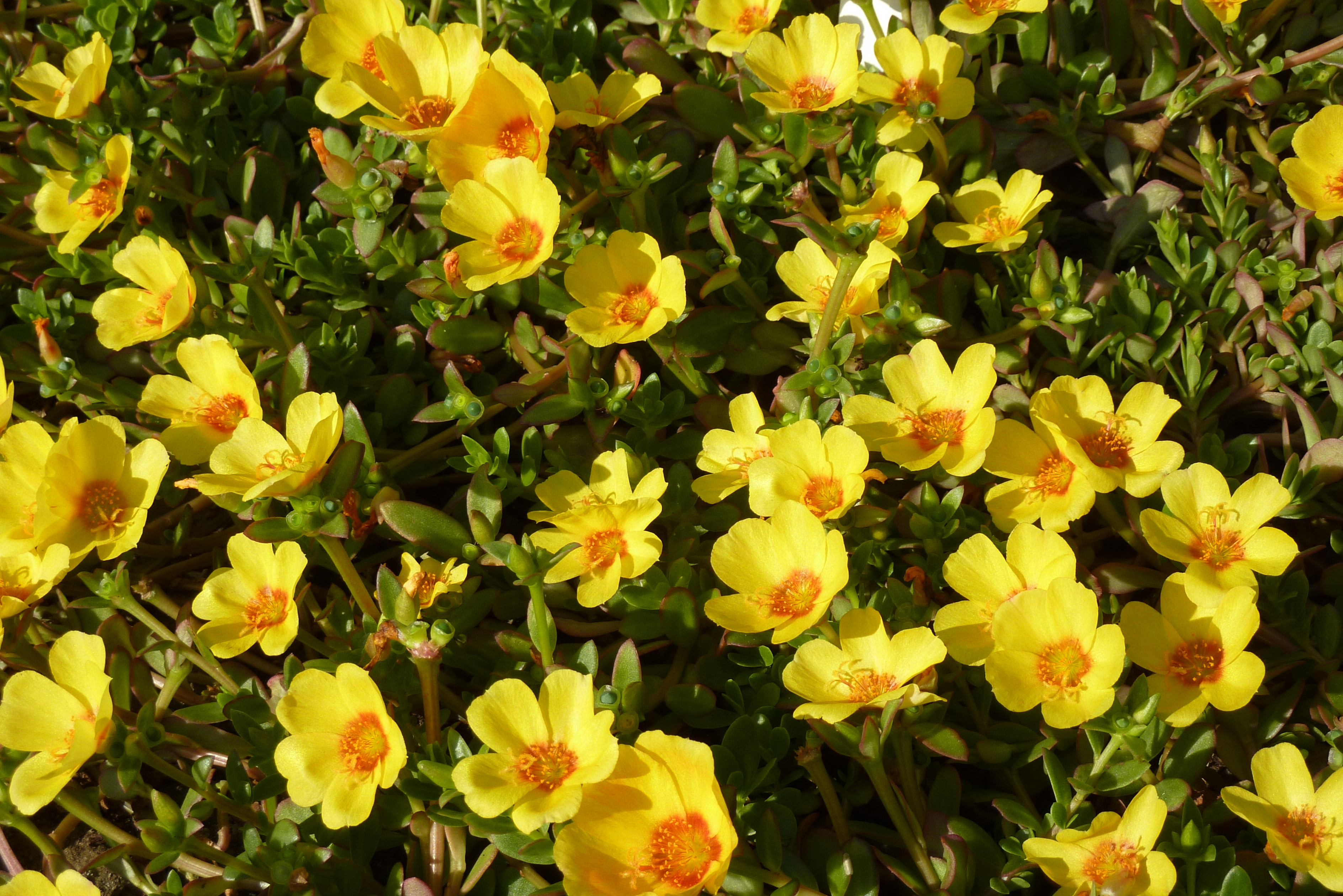
Portulaca umbraticola
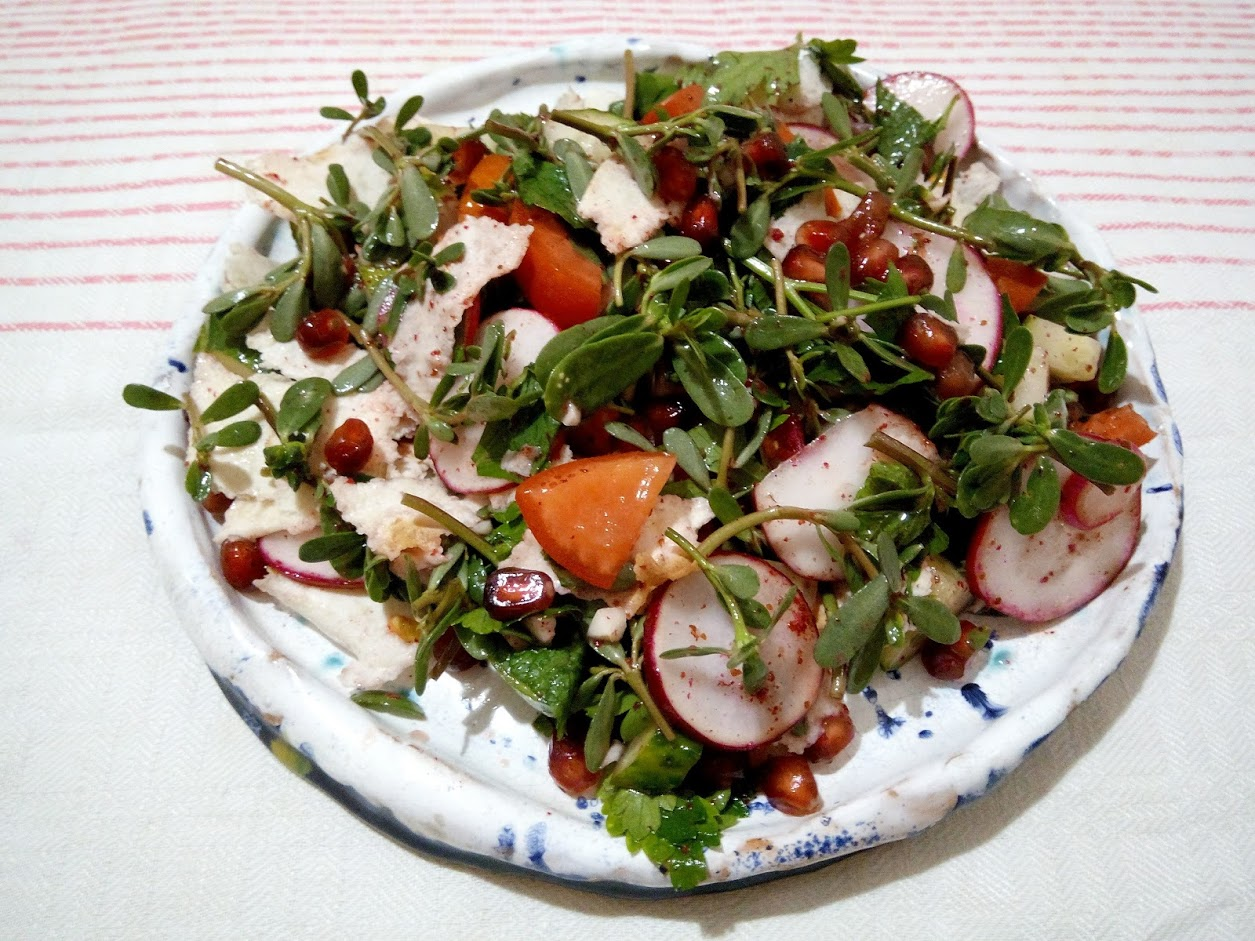
Ліванський салат фаттуш з портулаком
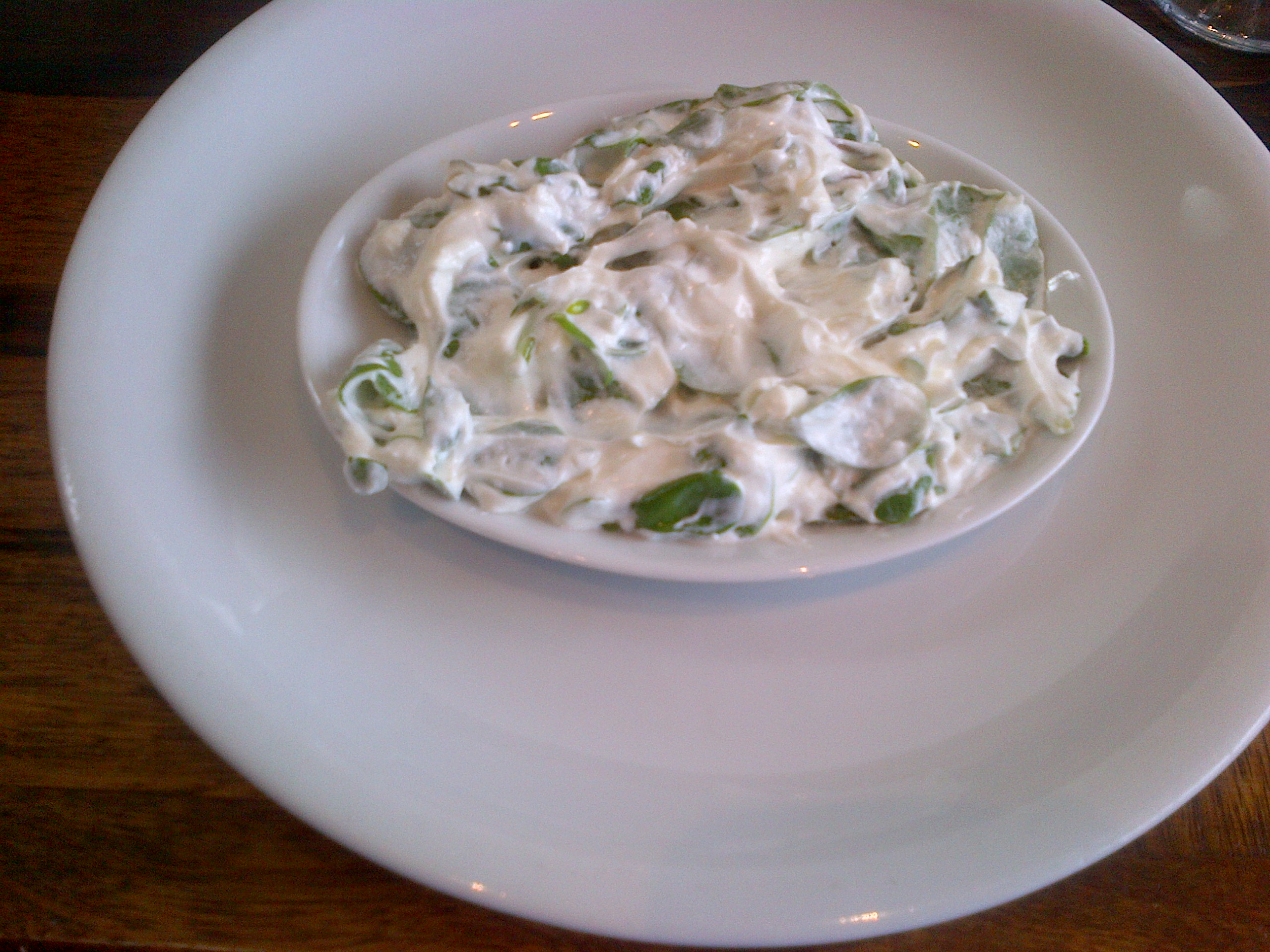
Турецький салат з портулаком і йогуртом